# Discografia de Tokio Hotel
A discografia da banda Tokio Hotel.

## Álbuns

### álbuns de estúdio
| Schrei                                                                        | - Lançamento: 19 de setembro de 2005 - Selo: Island - Formatos: CD, download digital            | 1 | 1  | 28 | — | 36 | 12 | —  | — | 3  | —  | - BVMI: 3× Ouro - BEA: Ouro - IFPI AUT: 2× Platina - IFPI SWI: Ouro - SNEP: Platina |
| Zimmer 483                                                                    | - Lançamento: 23 February 2007 - Selo: Island - Formatos: CD, download digital                  | 1 | 2  | 50 | — | 13 | 2  | —  | — | 2  | —  | - BEA: Ouro - IFPI AUT: Platina - IFPI SWI: Ouro - SNEP: Ouro                       |
| Humanoid                                                                      | - Lançamento: 2 October 2009 - Selo: Universal - Formatos: CD, download digital                 | 1 | 8  | 20 | 8 | 9  | 3  | 2  | 8 | 10 | 35 | - FIMI: Ouro - SNEP: Ouro                                                           |
| Kings of Suburbia                                                             | - Lançamento: 3 October 2014 - Selo: Universal - Formatos: CD, download digital, LP             | 2 | 8  | 13 | — | —  | 12 | 5  | — | 11 | —  |                                                                                     |
| Dream Machine                                                                 | - Lançamento: 3 March 2017 - Selo: Starwatch Entertainment - Formatos: CD, download digital, LP | 5 | 10 | 23 | — | —  | 56 | 30 | — | 15 | —  |                                                                                     |
| "—" denotes a title that did not chart or was not released in that territory. |                                                                                                 |   |    |    |   |    |    |    |   |    |    |                                                                                     |

Ao vivo
| Ano  | Álbum                       |
| ---- | --------------------------- |
| 2007 | Zimmer 483 - Live in Europe |
| 2010 | Humanoid City Live          |

Coletâneas
| Ano  | Álbum                                  |
| ---- | -------------------------------------- |
| 2010 | Dark side of the sun (versão Japonesa) |
| 2011 | Best of                                |

## Singles
| Título                                        | Ano  | Melhores posições na parada | Melhores posições na parada | Melhores posições na parada | Melhores posições na parada | Melhores posições na parada | Melhores posições na parada | Melhores posições na parada | Melhores posições na parada | Melhores posições na parada | Melhores posições na parada | Certificações de vendas de discos no mundo | Álbum             |
| Título                                        | Ano  | GER                         | AUT                         | BEL                         | CAN                         | FRA                         | ITA                         | SWE                         | SWI                         | UK                          | US                          | Certificações de vendas de discos no mundo | Álbum             |
| --------------------------------------------- | ---- | --------------------------- | --------------------------- | --------------------------- | --------------------------- | --------------------------- | --------------------------- | --------------------------- | --------------------------- | --------------------------- | --------------------------- | ------------------------------------------ | ----------------- |
| "Durch den Monsun"/"Monsoon"                  | 2005 | 1                           | 1                           | 6                           | —                           | 8                           | 8                           | 23                          | 69                          | —                           | —                           | - BEA: Gold - IFPI AUT: Gold               | Schrei            |
| "Schrei"/"Scream"                             | 2005 | 5                           | 3                           | —                           | —                           | —                           | 20                          | —                           | 18                          | —                           | —                           |                                            | Schrei            |
| "Rette mich"/"Rescue Me"                      | 2006 | 1                           | 1                           | —                           | —                           | —                           | —                           | —                           | 6                           | —                           | —                           |                                            | Schrei            |
| "Der letzte Tag"                              | 2006 | 1                           | 1                           | —                           | —                           | —                           | —                           | —                           | 7                           | —                           | —                           | - IFPI AUT: Gold                           | Schrei            |
| "Übers Ende der Welt"/"Ready, Set, Go!"       | 2007 | 1                           | 1                           | 26                          | 80                          | 5                           | —                           | —                           | 2                           | 77                          | —                           |                                            | Zimmer 483        |
| "Spring nicht"/"Don't Jump"                   | 2007 | 3                           | 7                           | 39                          | —                           | 9                           | —                           | —                           | 21                          | —                           | —                           |                                            | Zimmer 483        |
| "An deiner Seite (Ich bin da)"/"By Your Side" | 2007 | 2                           | 6                           | —                           | —                           | 2                           | —                           | —                           | —                           | —                           | —                           |                                            | Zimmer 483        |
| "Heilig"                                      | 2008 | —                           | —                           | —                           | —                           | 11                          | —                           | —                           | —                           | —                           | —                           |                                            | Zimmer 483        |
| "Automatisch"/"Automatic"                     | 2009 | 5                           | 14                          | 16                          | —                           | 2                           | —                           | 36                          | 44                          | —                           | —                           |                                            | Humanoid          |
| "Lass uns laufen"/"World Behind My Wall"      | 2010 | —                           | —                           | —                           | —                           | 13                          | —                           | —                           | —                           | —                           | —                           |                                            | Humanoid          |
| "Love Who Loves You Back"                     | 2014 | 38                          | 39                          | —                           | —                           | 88                          | —                           | —                           | 65                          | —                           | —                           |                                            | Kings of Suburbia |
| "Feel It All"                                 | 2015 | —                           | —                           | —                           | —                           | —                           | —                           | —                           | —                           | —                           | —                           |                                            | Kings of Suburbia |
| "Something New"                               | 2016 | —                           | —                           | —                           | —                           | —                           | —                           | —                           | —                           | —                           | —                           |                                            | Dream Machine     |
| "What If"                                     | 2016 | —                           | —                           | —                           | —                           | —                           | —                           | —                           | —                           | —                           | —                           |                                            | Dream Machine     |
| "Boy Don't Cry"                               | 2017 | —                           | —                           | —                           | —                           | —                           | —                           | —                           | —                           | —                           | —                           |                                            | Dream Machine     |

## DVDs
- Leb Die Sekunde: Behind the scenes
- Schrei Live
- Zimmer 483 - Live in Europe
- Tokio Hotel Caught On Camera
- Humanoid City Live

## Videoclipes
- "Durch den Monsun" (Schrei)
- "Schrei" (Schrei)
- "Rette mich" (Schrei)
- "Der letzte Tag" (Schrei)
- "Wir schließen uns ein" (Der letzte Tag Single)
- "Übers Ende der Welt" (Zimmer 483)
- "Spring nicht" (Zimmer 483)
- "Monsoon" (Scream)
- "Ready, Set, Go!" (Scream)
- "An deiner Seite (Ich bin da)" (Zimmer 483)
- "By Your Side" (Scream)
- "1000 Meere" (An deiner Seite (Ich bin da) Single)
- "1000 Oceans" (scream)
- "Scream" (Scream)
- "Don't Jump" (Scream)
- "Automatic" (Humanoid)
- "World behind my wall" (Humanoid)
- "Dark side of the sun" (Humanoid)
- "Run, Run, Run" (Kings of Suburbia)
- "Girls got a gun" (Kings of Suburbia)
- "Love who loves you back" (Kings of Suburbia)
- "Feel it All" (Kings of Suburbia)
- "Something New" (Dream Machine)
- "What If" (Dream Machine)
- "Boy don't cry" (Dream Machine)
- "Easy" (Dream Machine)
- "When it rains it  pours" (Single)